# Chirokitia (Ort)
Chirokitia, auch Choirokoitia oder Khirokitia (griechisch Χοιροκοιτία, türkisch Şirokitya) ist ein Ort im Bezirk Larnaka in Zypern. Bei der letzten amtlichen Volkszählung im Jahr 2021 hatte der Ort 761 Einwohner. Das Dorf ist bekannt für die etwa 500 m östlich gelegene Ausgrabungsstätte Chirokitia, welche Teil des UNESCO-Weltkulturerbes ist.

## Lage

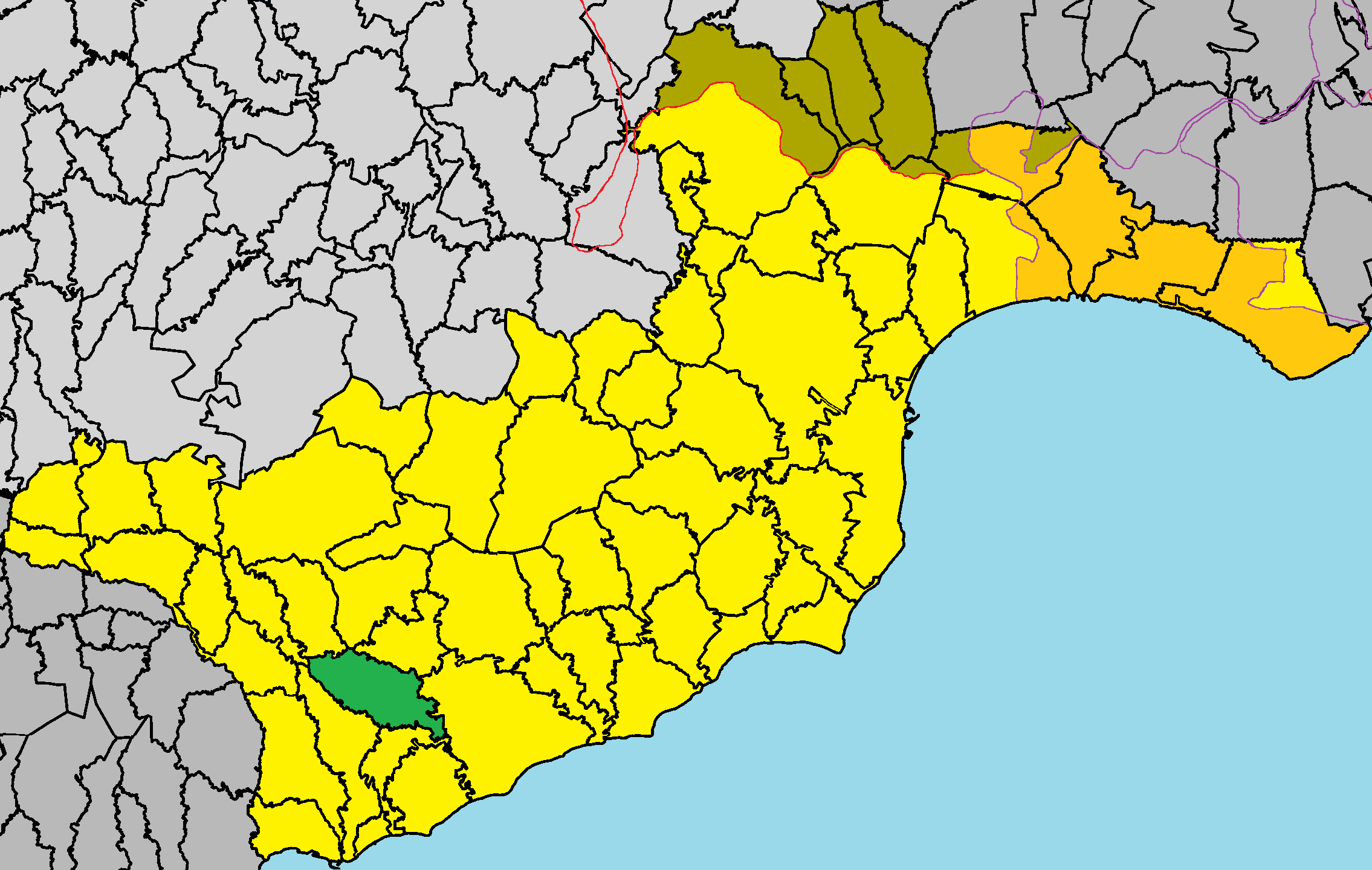
Lage der Gemeinde im Bezirk Larnaka

Chirokitia liegt im Süden der Insel Zypern auf 224 Metern Höhe, etwa 41 km südöstlich der Hauptstadt Nikosia, 29 km südwestlich von Larnaka und 29 km nordöstlich von Limassol.
Der Ort liegt etwa 7 km vom Mittelmeer entfernt im hügeligen Küstenhinterland. Nördlich und westlich von Chirokitia beginnen die Ausläufer des Troodos-Gebirges. Das Dorf besitzt einen direkten Anschluss an den überregionalen Inselverkehr mit der im Osten direkt hinter der Ausgrabungsstätte verlaufenden Autobahn 1 und der Hauptstraße 1 von Nikosia nach Limassol.
Orte in der Umgebung sind Skarinou im Nordosten, Agios Theodoros im Osten, Psematismenos, Tochni und Kalavasos im Süden und Südwesten, sowie Vavla und Kato Drys im Nordwesten.